# Johann Caspar Lavater
Johann Caspar Lavater, född 15 november 1741 i Zürich, död där 2 januari 1801, var en schweizisk filosof, författare och präst. Han anses som skapare av fysiognomiken.

## Biografi
Lavater var reformert präst i sin hemstad. Inspirerad av Johann Wilhelm Ludwig Gleim skrev Lavater en samling patriotiska dikter, Schweizerlier (1767). Han författade även uppbyggliga betraktelser, utmärkta av vek, pietistisk fromhet och levande stil, som Aussichten in die Ewigkeit (4 band, 1768-78) och Geheimes Tagebuch (2 band, 1771-73). Han försökte sig även på orimmad religiös epik efter Friedrich Gottlieb Klopstocks mönster. Genom en aktiv brevväxling knöt Lavater ett rikt nätverk av förbindelser inom den litterära världen och kom därigenom att få stor betydelse inom samtidens litterära värld. Johann Wolfgang von Goethe var hans medarbetare i verket Physiognomische Fragmente zur Beförderung der Menschenkenntnis und Menschenliebe (4 band 1775-78), där psykologisk skarpblick och fin intuition parades med godtyckliga hugskott och lättvindig konstruktion. Lavaters fysiognomik var en utveckling av Giambattista della Portas tankebanor och kom ganska snart kom att dömas ut som pseudovetenskap, men kom att förebåda frenologin som den utvecklades av Franz Joseph Gall och kom att bidra till ett ökat intresse för psykologiska frågor i tysk kultur. Med åren framträdde hos Lavater en viss dragning åt mer fantasifulla teorier, bland annat trodde han blint på Alessandro Cagliostro. Efter hand kom han därigenom att stöta bort många av sina gamla vänner. Goethe har i Dichtung und Wahrheit tecknat ett träffande porträtt av Lavater. Hans Sämtliche Werke utkom i 6 band 1834-38.